# Alien (Giovanni Allevi)
Alien è il sesto album discografico di inediti del pianista Giovanni Allevi, pubblicato il 28 settembre 2010 dall'etichetta discografica Sony Music.

## Vendite
Nel 2011 l'album viene certificato disco d'oro per le oltre 30 000 copie vendute, e nel 2014 disco di platino per aver superato il numero di 50.000.

## Tracce
1. Secret Love - 4:33
2. Tokyo Station - 7:42
3. Close to Me - 4:57
4. Giochi d'Acqua - 6:02
5. Clavifusion - 3:43
6. Memory - 4:45
7. Abbracciami - 3:04
8. Helena - 2:46
9. Joli - 6:18
10. L.A. Lullaby - 4:27
11. Sonata in Mib Maggiore - 13:23

La versione Deluxe dell'album, contiene una bonus track. Si tratta del Notturno in Re bemolle maggiore op. 27 n. 2 di Fryderyk Chopin.

## Curiosità
Qualche mese prima dell'uscita del disco il pianista Nazzareno Carusi, in un'intervista al settimanale Panorama, ha dichiarato: «Un fatto è certo, la fama di Allevi ha ridato vita al pianoforte e spinto molti ragazzi a studiare lo strumento. Nei suoi confronti c'è solo molta invidia. Lo attaccano quelli della vecchia scuola, alla ricerca disperata di un motivo per sopravvivere al cambiamento. Giovanni non chiede nulla a nessuno, suona la sua musica e lo fa bene».

## Classifiche
| Classifica                     | Massima posizione raggiunta |
| ------------------------------ | --------------------------- |
| Classifica italiana album FIMI | 2                           |

### Andamento nella classifica italiana
| Italia    | Italia | Italia | Italia | Italia | Italia | Italia | Italia | Italia | Italia | Italia | Italia | Italia | Italia | Italia | Italia | Italia | Italia | Italia | Italia | Italia | Italia | Italia |    |    |    |    |    |    |    |    |
| Settimana | 01     | 02     | 03     | 04     | 05     | 06     | 07     | 08     | 09     | 10     | 11     | 12     | 13     | 14     | 15     | 16     | 17     | 18     | 19     | 20     | 21     | 22     | 23 | 24 | 25 | 26 | 27 | 28 | 29 | 30 |
| --------- | ------ | ------ | ------ | ------ | ------ | ------ | ------ | ------ | ------ | ------ | ------ | ------ | ------ | ------ | ------ | ------ | ------ | ------ | ------ | ------ | ------ | ------ | -- | -- | -- | -- | -- | -- | -- | -- |
| Posizione | 2      | 4      | 8      | 14     | 23     | 34     | 20     | 19     | 22     | 30     | 31     | 27     | 24     | 50     | 48     | 25     | 35     | 36     | 32     | 30     | 26     | 34     | 31 | 47 | 57 | 78 | 65 | 76 | 80 | 57 |

## Alientour 2011
Alien world tour è il nome del tour mondiale di pianoforte solo condotto dal pianista e compositore Giovanni Allevi a cavallo tra novembre 2010 e aprile 2011, dal nome del suo disco Alien uscito a settembre del 2010. Il tour ha toccato vari paesi dell'Europa e del Mondo (varie premierès estere in Giappone ed USA), in Italia il tour invernale/primaverile ha fatto tappa in oltre 30 città. Enorme successo ha riscosso anche la ricchissima prosecuzione estiva del tour a cui è seguito un mini tour europeo che ha portato Giovanni Allevi in giro per il vecchio continente.

### Date
- 19 febbraio 2011  - Roma, PalaLottomatica
- 28 febbraio 2011  - Napoli, Teatro di San Carlo
- 2 marzo 2011 - Pescara, Teatro Massimo
- 4 marzo 2011 - Pordenone, Palasport Forum
- 5 marzo 2011 - Padova, Gran Teatro Geox
- 8 marzo 2011  - Alessandria, Cineteatro Alessandrino
- 10 marzo 2011 - Viareggio, Politeama
- 11 marzo 2011 - Civitanova Marche, Teatro Rossini
- 12 marzo 2011 - Ravenna, Pala De Andrè
- 18 marzo 2011 - Piacenza, Politeama Piacentino
- 21 marzo 2011  - Verona, Teatro Filarmonico(sold out)
- 22 marzo 2011 - Torino, Teatro Colosseo
- 23 marzo 2011 -  Torino, Teatro Colosseo
- 27 marzo 2011 - Firenze, Teatro Verdi
- 28 marzo 2011 - Siena, Teatro dei Rinnovati
- 29 marzo 2011  - Montecatini Terme, Nuovo Teatro Verdi
- 31 marzo 2011 - Rende, Teatro Garden
- 1º aprile 2011  - Latina, Teatro D'Annunzio
- 3 aprile 2011 - Ancona, Teatro Le Muse
- 5 aprile 2011  - Bergamo, Teatro Creberg(sold out)
- 6 aprile 2011 - Genova, Teatro Carlo Felice
- 7 aprile 2011 - Milano, Teatro Smeraldo
- 8 aprile 2011 -  Milano, Teatro Smeraldo
- 11 aprile 2011  - Ivrea, Officine H
- 12 aprile 2011 - Bologna, Teatro delle Celebrazioni
- 13 aprile 2011 -  Bologna, Teatro delle Celebrazioni
- 15 aprile 2011 - Mercato San Severino, Gran Teatro Mediterraneo
- 18 aprile 2011  - Palermo, Teatro Massimo(sold out)
- 19 aprile 2011 - Catania, Teatro Metropolitan
- 20 aprile 2011 - Ragusa, Teatro 2000
- 3 maggio 2011 - Sassari, Teatro Verdi

### Prosecuzione estiva
- 29 giugno 2011 - Avellino,Villa Solimene,"Aspettando Giffoni Festival"
- 5 luglio 2011 - Siracusa,Castello di Maniace
- 8 luglio 2011 - Palermo, Country Time Club,XXIV Internazionali di Tennis
- 12 luglio 2011 - Fiesole,Teatro Romano
- 14 luglio 2011 - Ostuni,Foro Boario,"Ostuni Ars Nuova Festival"
- 17 luglio 2011 - Piazzola sul Brenta,Anfiteatro Camerini,"Piazzola Live Festival"
- 19 luglio 2011 - Brescia,Piazza della Loggia
- 21 luglio 2011 - Mantova,Esedra di Palazzo Te
- 22 luglio 2011 - Ascoli Piceno,Piazza del Popolo
- 27 luglio 2011 - Trieste,Castello di San Giusto
- 28 luglio 2011 - Merano,Giardini di Trauttsmandorff
- 30 luglio 2011 - Porto Rotondo,Anfiteatro Porto Rotondo
- 31 luglio 2011 - Oristano,Piazza Cattedrale
- 2 agosto 2011 - Roma, Auditorium Parco della Musica(Cavea)
- 5 agosto 2011 - Sanremo,Teatro Ariston
- 7 agosto 2011 - Tarvisio, Lago di Fusine,"No Border Festival"
- 10 agosto 2011 - Sabaudia,Arena del Mare
- 12 agosto 2011 - Pescara, Teatro Gabriele d'Annunzio
- 16 agosto 2011 - Lamezia Terme,Anfiteatro di Parco Mitoio
- 17 agosto 2011 - Villapiana,Anfiteatro,"Festival Euromediterraneo"
- 19 agosto 2011 - Taormina,Anfiteatro Greco
- 21 agosto 2011 - Segesta,Teatro Antico
- 26 agosto 2011 - Barletta,Antico Castello Svevo
- 27 agosto 2011 - Lucera,Antico Teatro Romano
- 8 settembre 2011 - Caserta,Teatro della Torre,"Festival Settembre al Borgo"
- 24 settembre 2011 - Reggio nell'Emilia,Piazza della Vittoria,"Festival Francescano"

### Eventi speciali fuori dal programma del tour con Orchestra Sinfonica
- 2 settembre 2011 - San Marino,Cittadella Sammarinese con l'Orchestra Sinfonica di San Marino
- 4 settembre 2011 - Ancona, Area FinCantieri, Congresso Eucaristico Nazionale con l'Orchestra Filarmonica Marchigiana

### Tour Europeo
- 8 ottobre 2011 - Lugano, Palazzo dei Congressi
- 18 ottobre 2011 - Berlino, AdmiralsPalast
- 21 ottobre 2011 - Barcellona, Auditori
- 25 ottobre 2011 - Madrid, Teatro Alcazàr
- 27 ottobre 2011 - Londra, Southwark Cathedral
- 6 novembre 2011 - Parigi, Theatre de l'Alhambra